# Max Skladanowsky
Max Skladanowsky (Berlino, 30 aprile 1863 – 30 novembre 1939) è stato un inventore e regista tedesco.
Insieme a suo fratello Emil, inventò il bioscopio, un primo proiettore cinematografico che i fratelli Skladanowsky usarono per riprodurre i primi spettacoli di immagini in movimento per un pubblico pagante, il 1º novembre del 1895, alcuni mesi prima del debutto pubblico del tecnicamente superiore cinematografo dei fratelli Lumière.

## Vita
Nato a Berlino da un vetraio, Skladanowsky si formò da fotografo e pittore di vetro, cosa che portò ad un interesse per le lanterne magiche. Nel 1879 iniziò a viaggiare in Germania e nell'Europa Centrale con suo padre Carl ed il fratello minore Emil, presentando show con la lanterna magica. Nei primi anni 1890, costruì una cinepresa insieme ad Emil, e nel 1895 i fratelli produssero il bioscopio. Il bioscopio, che era ispirato alla tecnologia della lanterna magica, usava due bobine filmiche di 54 mm, proiettando alternativamente un fotogramma ciascuno. Ciò permetteva al bioscopio di proiettare a 16 fotogrammi al secondo, una velocità sufficiente a creare l'illusione di movimento.

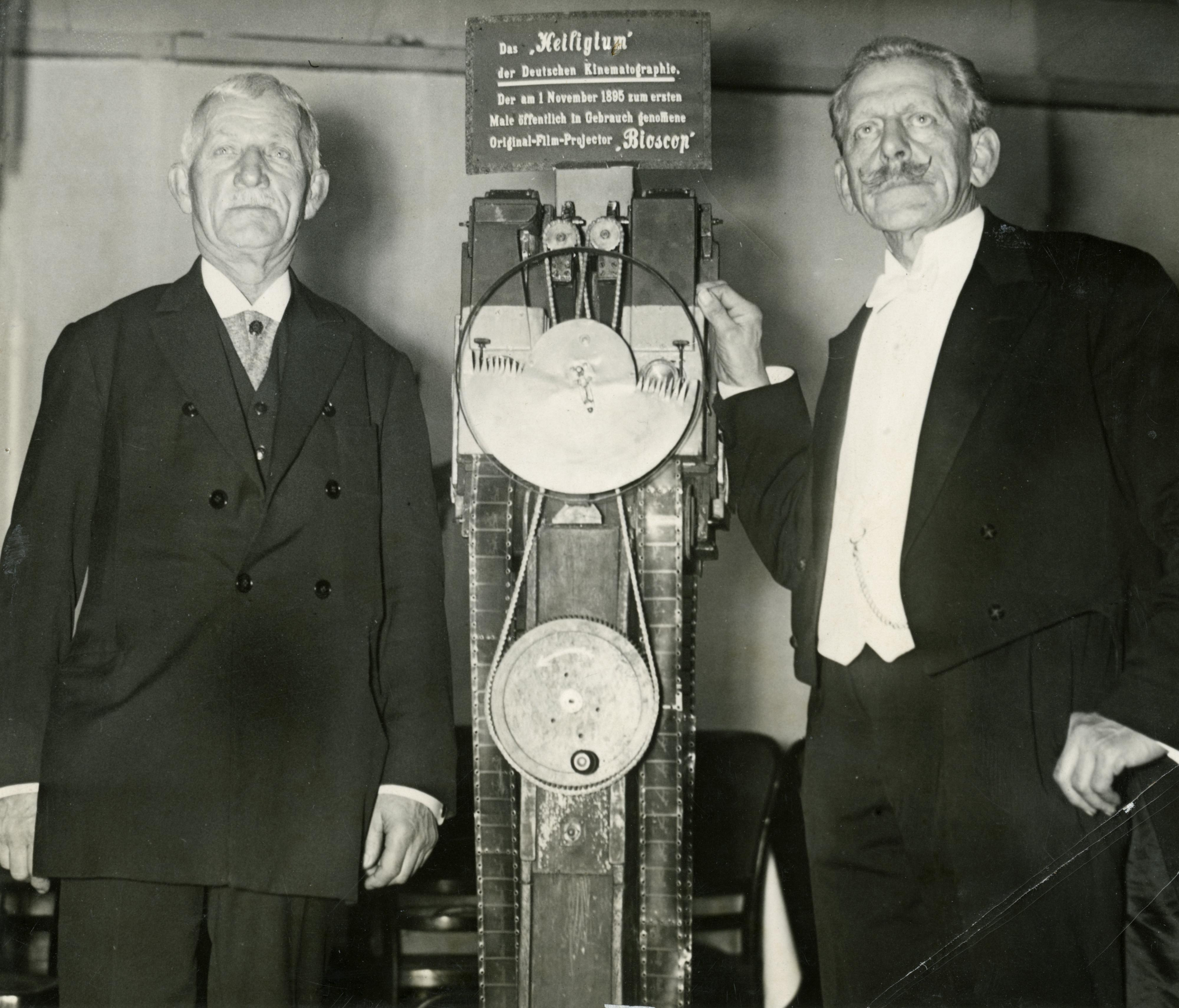
Emil (a sinistra) e Max Skladanowsky nel 1934

Ad una dimostrazione del bioscopio a Pankow, Berlino, nel luglio del 1895 furono testimoni i registi della Wintergarten Music Hall, che stipulò un contratto con Skadanowsky per una somma di 2500 goldmark per presentare la sua invenzione come l'atto finale in una performance che avrebbe avuto luogo il 1º novembre 1895. Lo show fu pubblicizzato come "la più interessante invenzione dell'era moderna" e presentato alle folle per quattro settimane. Lo show in sé stesso consisteva di un numero di film molto brevi di circa 6 secondi l'uno che erano retro-proiettati e ripetuti un numero di volte per uno specifico accompagnamento musicale.
L'invenzione di Skladanowsky fu prenotata per eseguire le Folies Bergère a Parigi dal gennaio 1896, ma dopo la rivelazione dei Lumière del loro tecnicamente superiore cinematografo nel dicembre del 1895, il suo contratto fu cancellato. Skladanowsky fu testimone di una performance del cinematografo e continuò a fare aggiornamenti tecnici al suo proiettore ed alla sua cinepresa, girando la Germania, i Paesi Bassi e la Scandinavia per tutto il 1896, presentando il suo ultimo lavoro a Stettino il 30 marzo 1897. Questi ultimi lavori usavano un più sofisticato sistema ad una singola bobina ed un meccanismo a croce di Malta, ma Skladanowsky dovette fermarsi non appena le autorità si rifiutarono di rinnovare la sua licenza al commercio dicendo che "troppe licenze filmiche erano già in circolazione".

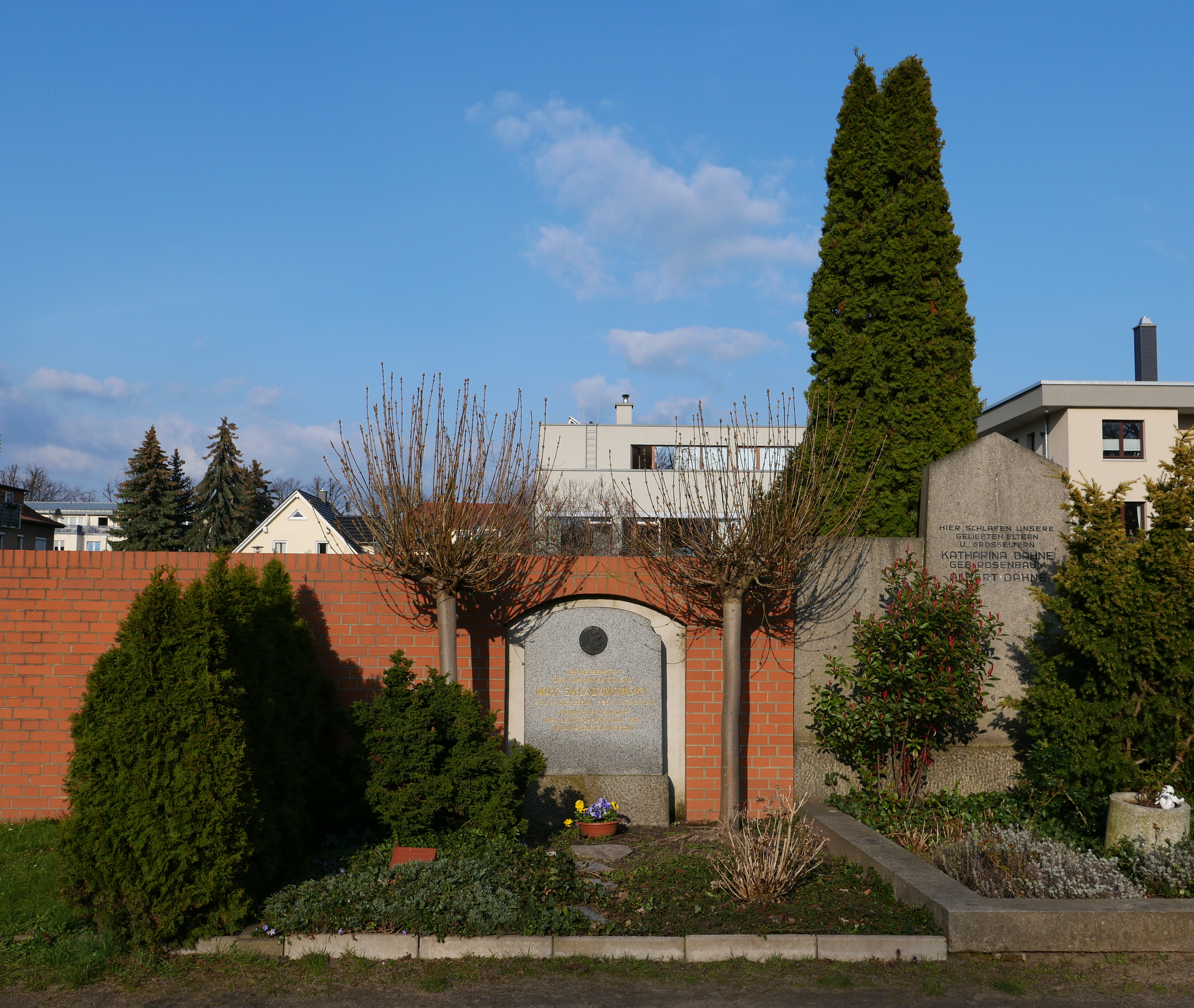
Tomba d'onore di Skladanowsky a Berlino-Niederschönhausen.

Dopo di questo, Skladanowsky ritornò alle sue attività iniziali di fotografo includendo la produzione di folioscopi ed altri pochi show della lanterna magica. Vendette anche cineprese amatoriali e proiettori e produsse anaglifi tridimensionali. La sua compagnia (Projektion für Alle) produsse anche un certo numero di film agli inizi del ventesimo secolo, alcuni diretti da Eugen, il suo fratello più piccolo, ma con poco successo. Nei suoi ultimi anni, Skladanowsky fu accusato dalla stampa di esagerare con l'importanza del suo ruolo nei primi anni del cinema, notevolmente dal cameraman pionieristico Guido Seeber.

## Curiosità
Nel 1995, il regista tedesco Wim Wenders ha diretto un documentario romanzato dal titolo Die Gebrüder Skladanowsky (I fratelli Skladanowsky) in collaborazione con gli studenti della Munich Academy for Television and Film in cui Max Skladanowsky è interpretato da Udo Kier .

## Filmografia
- Akrobatisches Potpourri (1895)
- Apotheose (1895)
- Das boxende Känguruh (1895)
- Der Jongleur (1895)
- Die Serpentintänzerin (1895)
- Italienischer Bauerntanz (1895)
- Kamarinskaja (1895)
- Komisches Reck (1895)
- Ringkämpfer (1895)
- Wintergartenprogramm (1895)

- Alarm der Feuerwehr (1896)
- Ankunft eines Eisenbahnzuges (1896)
- Ausfahrt nach dem Alarm (1896)
- Die Wachtparade (1896)
- Eine lustige Gesellschaft vor dem Tivoli in Kopenhagen (1896)
- Leben und Treiben am Alexanderplatz (1896)
- Mit Ablösung der Wache (1896)
- Nicht mehr allein (1896)
- Unter den Linden (1896)
- Komische Begegnung im Tiergarten zu Stockholm (1896)

- Apotheose II (1897)
- Liebigs Fleischextrakt (1897)
- Am Bollwerk in Stettin (1897)

- Eine moderne Jungfrau von Orleans (1900)

- Eine Fliegenjagd oder Die Rache der Frau Schultze (1905)